# Chris Sze
Christopher John Bernard Sze (sinh ngày 9 tháng 12 năm 2003) là một cầu thủ bóng đá chuyên nghiệp người Anh hiện đang thi đấu ở vị trí tiền vệ cho câu lạc bộ Wigan Athletic tại EFL League One.

## Sự nghiệp thi đấu
Sze gia nhập Wigan Athletic ở lứa U-12 từ Liverpool Schoolboys. Anh ký hợp đồng chuyên nghiệp đầu tiên với đội bóng vào ngày 21 tháng 9 năm 2021. Anh sau đó ra mắt đội 1 trong trận đấu gặp Sunderland tại Cúp EFL.
Tháng 11 năm 2021, Sze ghi bàn thắng đầu tiên cho đội bóng, trong chiến thắng 2–0 trước Shrewsbury Town tại EFL Trophy.